# La notte non aspetta 2 - Strade violente
La notte non aspetta 2 - Strade violente (Street Kings 2 - Motor City) è un film del 2011 diretto da Chris Fisher. È il sequel del film La notte non aspetta del 2008, con Keanu Reeves.

## Trama
Il detective della Narcotici Marty Kingston si affianca ad un detective della Omicidi Dan Sullivan, per dare la caccia ad un killer che uccide poliziotti.